# Rechila
Rechila (oder Rechila I., spanisch Requila; † 448 in Mérida) war in den Jahren 438 bis 448 König der Sueben des Suebenreiches im Nordwesten Hispaniens. Sein Vater war der König Ermenrich, der ihn seit 438 die Regierungsgeschäfte führen ließ, bevor er 441 starb.

## Herrschaft
Rechilas Regierungszeit war durch eine Phase intensiver militärischer Expansion geprägt. Noch im Jahr 438 besiegte er den weströmischen Feldherr Andevotus am Fluss Genil und setzte zu einer Reihe von Eroberungszügen im Süden der Iberischen Halbinsel an. 439 nahm er die wichtige Stadt Emerita Augusta (heute Mérida) ein, 440 gelang es ihm, den römischen Legaten Censorius bei Mértola gefangen zu setzen. Spätestens 441 fiel auch Sevilla an die Sueben, womit Rechila faktisch Kontrolle über große Teile Lusitaniens, Baeticas und der Carthaginiensis hatte.
Im Jahr 446 unternahmen die Westgoten auf Anweisung des römischen Magister militum Vitus eine militärische Intervention gegen die Sueben, wurden jedoch von Rechila geschlagen. Die Niederlage führte dazu, dass sich Rom weitgehend aus dem Machtkampf um Hispania zurückzog und die Sueben ihre Herrschaft weiter festigen konnten.
Rechila war kein Christ. Der Bischof Hydatius berichtet, dass Rechila als Heide (gentilis) gestorben sei. Isidor von Sevilla bezeichnete ihn später als Häretiker, vermutlich im Sinne einer allgemeinen Ablehnung des Christentums oder aus Unkenntnis seiner genauen religiösen Position. Damit war Rechila der letzte nichtchristliche Herrscher des Suebenreiches. Sein Sohn Rechiar folgte ihm als erster katholischer Sueben-König nach.